# Luigi Contessi
Pour les articles homonymes, voir Contessi.
Luigi Contessi est un gymnaste artistique italien né le 14 août 1894 à Brescia et mort le 23 février 1967 dans la même ville. 

## Biographie
Luigi Contessi remporte avec l'équipe d'Italie de gymnastique la médaille d'or au concours général par équipes aux Jeux olympiques d'été de 1920 à Anvers. 